# ЗИФ-75
ЗИФ-75 — советская универсальная счетверённая корабельная артиллерийская установка калибра 57 мм. Автоматический артиллерийский комплекс первого послевоенного поколения.

## История
Разрабатывалась в ЦКБ-7 на основе одноствольной установки ЗИФ-74. ТТЗ было выдано 14 мая 1954 года, к декабрю 1955 года чертежи были готовы. Опытная установка изготавливалась в Ленинграде, на заводе № 7 (ныне — завод «Арсенал») в первой половине 1956 года, с 11 июля по 20 декабря производились заводские, а с 14 февраля по 25 апреля 1957 года — полигонные испытания. Государственные испытания проходили в ноябре и декабре 1958 года, и 19 декабря 1960 года приказом Министерства Обороны СССР установка была принята на вооружение.

## Описание
Система управления: радиолокационная станция «Фут-Б».

## Корабли, оснащенные ЗИФ-75
- Эскадренные миноносцы проекта 30-бис в варианте модернизации 30-БА
- Эскадренные миноносцы проекта 56-ЭМ
- Эскадренные миноносцы проекта 57-бис
- Большие противолодочные корабли пр.57-А
- Минно-сетевые заградители проекта 317 (тип «Сухона»)
- Средние десантные корабли проекта 572 (тип «Иргиз»)
- Плавучая ракетно-техническая база проекта 323